# Dirka po Franciji 2002
| Mesto | Ime                       | Država      | Ekipa        | Čas         |
| ----- | ------------------------- | ----------- | ------------ | ----------- |
| 1     | Lance Armstrong           | ZDA         | U.S. Postal  | 82h 05' 12" |
| 2     | Joseba Beloki             | Španija     | ONCE         | 7' 00"      |
| 3     | Raimondas Rumsas          | Litva       | Lampre       | 8' 17"      |
| 4     | Santiago Botero           | Kolumbija   | Kelme        | 13' 54"     |
| 5     | Igor Gónzález de Galdeano | Španija     | ONCE         | 13' 54"     |
| 6     | José Azevedo              | Portugalska | ONCE         | 15' 44"     |
| 7     | Francisco Mancebo         | Španija     | iBanesto.com | 16' 05"     |
| 8     | Levi Leipheimer           | ZDA         | Rabobank     | 17' 11"     |
| 9     | Roberto Heras             | Španija     | U.S. Postal  | 17' 12"     |
| 10    | Carlos Sastre             | Španija     | CSC Tiscali  | 19' 05"     |

Dirka po Franciji 2002 je bila 89. dirka po Franciji, ki je potekala leta 2002.

## Pregled
| Kategorije                          | Podatki            |
| ----------------------------------- | ------------------ |
| Začetek-konec                       | Luksemburg - Pariz |
| Dolžina (km)                        | 3.282              |
| Število etap                        | 20                 |
| Povprečna hitrost zmagovalca (km/h) | 39,93              |
| Kolesarjev                          | 189                |
| Tekmo končalo                       | 153                |